# P. H. Newby
Percy Howard Newby CBE (Crowborough, 25 de junho de 1918 - Garsington, 6 de setembro de 1997) foi um romancista e administrador de transmissão em inglês. Foi o primeiro vencedor do Prémio Booker, com o romance Algo a que Responder em 1969.

## Primeiros anos
P.H. Newby, conhecido como Howard Newby, nasceu em Crowborough, Sussex, a 25 Junho 1918. Foi educado na Hanley Castle Grammar School, em Worcestershire, e na St Paul's College of Education, em Cheltenham. Em Outubro 1939, foi enviado colocado em França para servir na Segunda Guerra Mundial como soldado do Corpo Médico do Exército Real. A sua unidade foi uma das últimas a ser evacuada. Depois foi enviado para o Médio-Oriente e serviu no deserto egípcio.

## Carreira
Newby foi dispensado do serviço militar em Dezembro 1942 e ensinou literatura inglesa na Universidade King Fouad, no Cairo, até 1946. Um de seus alunos foi o editor egípcio Mursi Saad El-Din.
De 1949 a 1978, foi contratado pela BBC, começando como produtor de rádio e tornando-se sucessivamente Controlador do Terceiro Programa e Rádio Três, Diretor de Programas (Rádio) e, finalmente, Diretor Administrativo da Rádio BBC. Enquanto na Rádio 3, Newby é creditado com o aumento da quantidade de música clássica na estação sem a necessidade de mudanças controversas nos horários.
O seu primeiro romance, Uma Viagem ao Interior, foi publicado em 1946. Voltou à Inglaterra para escrever. No mesmo ano, recebeu um Prémio Atlântico em literatura e, dois anos depois, recebeu o Prémio Somerset Maugham. Em 1947, John Lehmann publicou a história de aventura dos meninos de Newby, "The Spirit of Jem", com 41 desenhos de linhas e um pó colorido de Keith Vaughan.
Foi nomeado CBE pelo trabalho como diretor administrativo da BBC Radio.
O autor, amigo e colega Anthony Thwaite no seu obituário afirma: "P. H. Newby foi um dos melhores romancistas ingleses da segunda metade do século".

## Romances
- Uma Viagem ao Interior (1945)
- O Espírito de Jem (1947)
- Agentes e Testemunhas de Jeová (1947)
- Danças Mariner (1948)
- Os Corredores de Saque (1949)
- O Pasto da Neve (1949)
- Os Jovens Podem Lua (1950)
- Uma temporada na Inglaterra (1951)
- Um passo para o silêncio (1952)
- O Retiro (1953)
- Piquenique em Sakkara (1955)
- Revolução e Rosas (1957)
- Dez milhas de qualquer lugar (1958)
- Um Convidado e Sua Partida (1960)
- A Luz de Barbary (1962)
- Um dos fundadores (1965)
- Algo para Responder (1968)
- Muito a Pedir (1973)
- Kith (1977)
- Os sentimentos mudaram (1981)
- Inclinando-se ao vento (1986)
- Chegando com a Maré (1991)
- Algo sobre as Mulheres (1995)

## Não-ficção
- Maria Edgeworth (1950)
- O romance, 1945-1950 (1951)
- Os usos da radiodifusão (1978)
- A História do Egito (1979)
- Faraós Guerreiros (1980)
- Saladino em Seu Tempo (1983)